# Pristimantis jamescameroni
Pristimantis jamescameroni ist ein Froschlurch aus der mehr als 570 Arten umfassenden Gattung Pristimantis. Es handelt sich um eine der bisher elf beschriebenen Pristimantis-Arten, die auf den Tepuis in Venezuela und Guyana endemisch sind. Berichte über diese unzugänglichen Tafelberge inspirierten Arthur Conan Doyle zu seinem Roman Die vergessene Welt.

## Merkmale
Von den bisher gemessenen Exemplaren der Art Pristimantis jamescameroni war das Männchen 22,8 Millimeter lang (Kopf-Rumpf-Länge), die drei Weibchen 26,3 bis 27,5 Millimeter.
Der erste Finger ist kürzer als der zweite, von den Zehen der Hinterbeine ist die fünfte Zehe länger als die dritte. Es ist keine Tympanalmembran ausgebildet.
Pristimantis jamescameroni ähnelt der Art Pristimantis imthurni vom Ptari-Tepui, unterscheidet sich jedoch von dieser durch die Färbung und die körnige Hautoberfläche. Der Kopf ist länger und das Maul eher spitz als bei Pristimantis imthurni.

## Verbreitung
Pristimantis jamescameroni wurde bisher nur auf dem Aprada-Tepui gefunden.  Die Tepuis sind Inselberge aus Sandstein in der Pantepui-Region, die sich über den Osten Venezuelas bis nach Guyana und den nördlichsten Teil Brasiliens erstreckt. Das Aprada-Tepui liegt im venezolanischen Bundesstaat Bolívar, rund 22 km nordwestlich des Chimantá-Massivs. Die Hochebene dieses Tafelberges hat eine Fläche von nur 4,3 Quadratkilometern. Sie ist durch bis zu 1000 m abfallende Steilwände sowohl von den benachbarten Tafelbergen als auch von der in den Tälern liegenden Savannenlandschaft isoliert. Das Typusexemplar stammt aus einer Höhenstufe von 2557 bis 2571 m über dem Meeresspiegel.

## Lebensweise
Die Frösche der Art Pristimantis jamescameroni sind tagsüber unter Steinen und in Felsspalten zu finden und leben vor allem nachtaktiv. Obwohl es in ihrem Lebensraum viele kleine Gewässer gibt, ist für die Entwicklung der Jungfrösche kein Kaulquappenstadium im Wasser nötig. Sie entwickeln sich direkt aus den Eiern. Neotropische Frösche mit direkter Entwicklung werden zur Gruppe der Terrarana gezählt.

## Systematik und Taxonomie
Für die Gattung Pristimantis gibt es noch keine Synapomorphie, um sie von anderen Gattungen eindeutig abzugrenzen. Daher beruht die Entscheidung des Erstbeschreibers Philippe J. R. Kok, Pristimantis jamescameroni in diese Gattung zu stellen, auf genetischen Befunden und morphologischen Vergleichen. Genetisches Material von Pristimantis jamescameroni war bereits vor der Erstbeschreibung mit dem von anderen Pristimantis-Arten verglichen worden und bestätigte die Einordnung in diese Artengruppe. Erst 2007 war die Gattung Pristimantis von S. Blair Hedges, William E. Duellman und Matthew P. Heinicke für die südamerikanischen Arten der großen Gattung Eleutherodactylus wiedererrichtet worden. Die große Familie der Südfrösche, zu der die Gattung nach damaliger Auffassung gehörte, wurde in mehrere Familien aufgeteilt und 2008 wurde die Gattung Pristimantis der Familie der Strabomantidae zugeordnet. 2011 wurde jedoch die Familie Strabomantidae mit der Familie Craugastoridae zusammengelegt und innerhalb der neuen Familie die Unterfamilie Pristimantinae errichtet. 2014 wurde die Gattung Pristimantis jedoch in die Unterfamilie Ceuthomantinae gestellt und die Unterfamilie Pristimantinae aufgelöst. 2018 wurde die Familie Strabomantidae mit vier Unterfamilien, darunter die Unterfamilie Pristimantinae, wiedererrichtet.

## Benennung
Der wissenschaftliche Artname jamescameroni ehrt den Regisseur und Filmproduzenten James Cameron in Anerkennung seiner Bemühungen, ein breites Publikum in seinen Filmen auf Umweltprobleme hinzuweisen und spannende Dokumentationen zu produzieren. Der Erstbeschreiber von Pristimantis jamescameroni, der belgische Biologe Philippe Kok, schreibt in einer Würdigung, Cameron lebe vegan und sei damit ein Vorbild für die Jugend, da der Verzicht auf Fleischkonsum einen wesentlichen Beitrag zum Umweltschutz und zur Reduzierung des Treibhauseffekts leisten könne. Eine Verlangsamung des Klimawandels könne empfindliche Ökosysteme wie jene auf den Hochplateaus der Tepuis vor der Zerstörung bewahren.